# 西科尔斯基-迈斯基协定
西科尔斯基-迈斯基协定是第二次世界大战期间1941年7月30日苏联和波兰流亡政府在英国伦敦签署的条约，名称来自签署人波兰总理瓦迪斯瓦夫·西科尔斯基和苏联驻英国大使伊万·迈斯基。 苏联承诺废除此前和纳粹德国签署的所有条约。